# 리틀 뱀파이어 (2000년 영화)
《리틀 뱀파이어》(영어: The Little Vampire, 독일어: Der kleine Vampir)는 독일, 네덜란드, 미국에서 제작된 울리 에델 감독의 2000년 코미디 공포 영화이다. 앙겔라 조머보덴부르크의 동명 어린이 책 시리즈에 느슨하게 기반하였다. 조너선 리프니키 등이 출연하였고, 리처드 클로스 등이 제작에 참여하였다. 제작비는 3,500만 달러이며, 2,800만 달러의 수익을 거두면서 박스오피스 봄이 되었다.

## 출연
- 조너선 리프니키 - 토니 톰프슨 역
- 롤로 위크스 - 루돌프 색빌배그 역
- 리처드 E. 그랜트 - 프레더릭 색빌배그 역
- 짐 카터 - 루커리 역
- 앨리스 크리거 - 프리다 색빌배그 역
- 패멀라 기들리 - 도티 톰프슨 역
- 토미 힝클리 - 밥 톰프슨 역
- 존 우드 - 매캐슈턴 경 역
- 애나 포플웰 - 애나 색빌배그 역
- 딘 쿡 - 그레고리 색빌배그 역
- 에드 스토파드 - 본색빌배그 역
- 제이크 다시 - 매클로클린 농부 역
- 이언 더캐스터커 - 나이절 매캐슈턴 역
- 엘리자베스 베링턴 - 엘리자베스 매캐슈턴 역

## 기타 제작진
- 공동 제작: 카스틴 H.W. 로렌즈
- 배역: 조이스 네틀스
- 미술: 조지프 C. 네멕 3세
- 의상: 제임스 애치슨

## 우리말 녹음
SBS 성우진 (2006년 7월 16일)
- 김서영 - 토니 (조너선 리프니키)
- 홍희숙 - 루돌프(뱀파이어 소년) (롤로 위크스)
- 지미애 - 애나(루돌프 여동생) (애나 포플웰)
- 강미형 - 그레고리(루돌프 형) (딘 쿡)
- 최성우 - 토니 엄마 (패멀라 기들리)
- 김준 - 루돌프 아빠 (리처드 E. 그랜트)
- 이향숙 - 루돌프 엄마 (앨리스 크리거)
- 한상혁 - 뱀파이어 헌터
- 탁원제